# Barry Sullivan (teaterskådespelare)
Barry Sullivan, född 5 juli 1821 i Birmingham, England, död 3 maj 1891, var en brittisk teaterskådespelare som spelade många klassiska pjäser i England, Australien och USA.